# Прері-дю-Рошер (Іллінойс)
Прері-дю-Рошер (англ. Prairie du Rocher) — селище (англ. village) в США, в окрузі Рендолф штату Іллінойс. Населення — 502 особи (2020).

## Географія
Прері-дю-Рошер розташоване за координатами 38°4′54″ пн. ш. 90°5′51″ зх. д. / 38.08167° пн. ш. 90.09750° зх. д. (38.081708, -90.097565).  За даними Бюро перепису населення США в 2010 році селище мало площу 1,48 км², уся площа — суходіл.

## Демографія
Згідно з переписом 2010 року, у селищі мешкали 604 особи в 241 домогосподарстві у складі 162 родин. Густота населення становила 408 осіб/км².  Було 260 помешкань (176/км²).
Расовий склад населення:
| - 98,8 % — білих - 0,2 % — корінних американців - 0,2 % — чорних або афроамериканців |

До двох чи більше рас належало 0,7 %. Частка іспаномовних становила 0,7 % від усіх жителів.
За віковим діапазоном населення розподілялося таким чином: 27,5 % — особи молодші 18 років, 60,9 % — особи у віці 18—64 років, 11,6 % — особи у віці 65 років та старші. Медіана віку мешканця становила 35,4 року. На 100 осіб жіночої статі у селищі припадало 92,4 чоловіків;  на 100 жінок у віці від 18 років та старших — 89,6 чоловіків також старших 18 років.
Середній дохід на одне домашнє господарство  становив 50 028 доларів США (медіана — 43 056), а середній дохід на одну сім'ю — 58 357 доларів (медіана — 50 972). Медіана доходів становила 42 386 доларів для чоловіків та 32 273 долари для жінок. За межею бідності перебувало 12,7 % осіб, у тому числі 14,0 % дітей у віці до 18 років та 8,5 % осіб у віці 65 років та старших.
Цивільне працевлаштоване населення становило 326 осіб. Основні галузі зайнятості: освіта, охорона здоров'я та соціальна допомога — 20,6 %, виробництво — 19,9 %, мистецтво, розваги та відпочинок — 12,3 %, роздрібна торгівля — 12,0 %.